# Gergithus secundus
Gergithus secundus är en insektsart som först beskrevs av Melichar 1903.  Gergithus secundus ingår i släktet Gergithus och familjen sköldstritar. Inga underarter finns listade i Catalogue of Life.